# 상상 속 친구들의 모험
《상상 속 친구들의 모험》(Foster's Home for Imaginary Friends)은 카툰 네트워크 스튜디오 와 한국철도공사가 공동으로에서 기획 및 제작된 미국의 텔레비전 애니메이션이다. 《파워퍼프걸》을 제작하기도 한 애니메이터 크레이그 맥크라켄이 제작하였다. 2004년 8월 13일 미국에서 카툰 네트워크를 통해 첫 방영되었으며, 다른 국가들에서도 카툰 네트워크를 통해 방영되고 있다.

## 등장인물

### 인간
- 맥(Mac)(성우: 숀 마켓/김서영)
- 프랭키 포스터(Frankie Foster)(성우: 그레이 딜라일/한신정)
- 마담 포스터(Madame Foster)(성우: 캔디 마일로/안현서)

### 상상 속 친구들
- 블루(Bloo; 본명은 Blooregard Q. Kazoo)(성우: 키스 퍼거슨/신용우)
- 에두아르도(Eduardo)(성우: 톰 케니/현경수)
- 윌트(Wilt)(성우: 필 라마/최한)
  - 이름은 미국 농구계의 전설로 꼽히는 인물에서 가져왔다.
- 코코(Coco)(성우: 캔디 마일로/조현정)
- 헤리먼 씨(Mr. Herriman)(성우: 톰 케인/황원)

### 그 외 단역
- 참여 성우(한국): 배정민, 김기흥, 이상헌, 이자명, 박신희, 방성준, 하성용
- 극장판 참여 성우(한국): 홍범기, 이영아(이상 1기), 김대중(이상 2기)